# 조지 풀먼

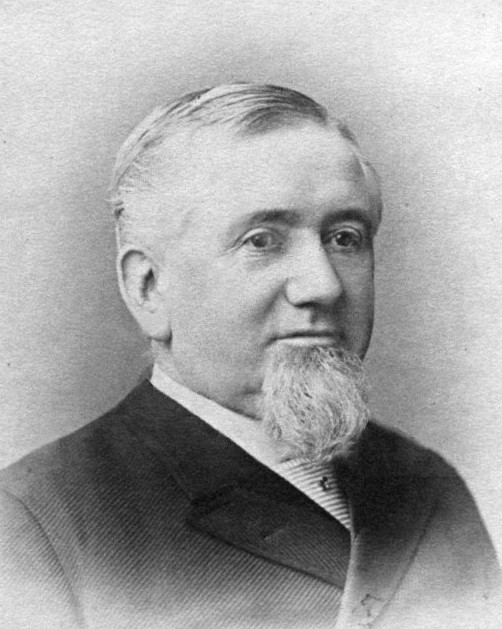

조지 풀먼(George Pullman, 본명: George Mortimer Pullman, 1831년 3월 3일 ~ 1897년 10월 19일)은 미국의 공학자이자 산업가이다. 풀먼 침대차를 설계하고 제조했으며 이를 제조한 노동자들을 위한 기업도시 풀먼을 설립했다. 거주를 위해 청구된 높은 임대비와 풀먼 컴퍼니가 제공한 저임금으로 인해 풀먼사 파업에 마주치게 되었다. 아프리카계 미국인 남성들도 고용했다.
1831년 뉴욕시 브록튼에서 태어났다.